# ヴィシュティーティス湖
座標: 北緯54度26分 東経22度44分 / 北緯54.433度 東経22.733度

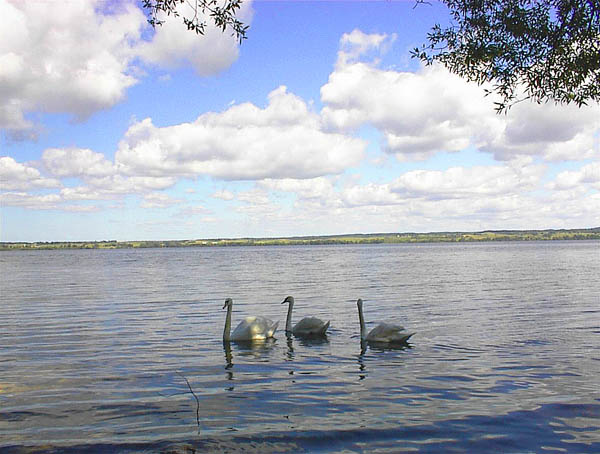
ヴィシュティーティス湖

ヴィシュティーティス湖（ヴィシュティーティスこ、リトアニア語: Vištyčio ežeras、ドイツ語: Wystiter See、英語: Lake Vistytis）とは、リトアニア・マリヤンポレ郡とロシア・カリーニングラード州との境界にある湖。ロシア語ではヴィシュトィネーツ湖（ロシア語: Виштынецкое озеро）と呼ばれる。ポーランドにも近い。
面積は17.87平方キロである。水域の多くはロシア領で国境はリトアニアの湖岸線近くに引かれている。そのためリトアニア側から湖水に入ると国境侵犯をすることとなる。
森林と丘の景色が美しいとされ、またその独特の生態系を有する自然が保護されていることから「ヨーロッパのバイカル湖」とも呼ばれる。